# 金貴人
金貴人（きんきじん、？ - 乾隆43年(1778年)4月9日）は、清の乾隆帝の妃嬪。姓や出自は不明。

## 生涯
生年不詳、誕生日は9月11日。
乾隆41年（1776年）5月8日、金常在に冊封される。
同年11月18日、循嬪伊爾根覚羅氏が入宮し、蘭貴人鈕祜禄氏が誠嬪に昇格。
この際、金常在も金貴人に昇格したが、その後降格されて再び金常在となる。
乾隆42年（1777年）9月11日、再び金貴人に昇格。

### 死去と埋葬
乾隆43年（1778年）4月9日、金貴人が死去。
同年4月19日に初めての墓参りが行われ、
4月25日に本格的な墓参りが執り行われた。
9月9日、裕陵妃園寝（乾隆帝の陵墓内の側室の墓域）に埋葬された。
同年11月28日、金貴人の遺品が整理・提出された。

## 伝記資料
- 『清史稿』